# Hjördís Eyþórsdóttir
Hjördís Eyþórsdóttir (ur. 24 lipca 1965, Reykjavík) – islandzka (do roku 1995) i amerykańska brydżystka, World Life Master (WBF).

## Wyniki brydżowe

### Olimpiady
Na olimpiadach uzyskała następujące rezultaty:
| Olimpiady brydżowe. Zawody teamów | Olimpiady brydżowe. Zawody teamów | Olimpiady brydżowe. Zawody teamów | Olimpiady brydżowe. Zawody teamów | Olimpiady brydżowe. Zawody teamów | Olimpiady brydżowe. Zawody teamów |
| Rok                               | Miejsce                           | Zawody                            | Kategoria                         | Drużyna                           | Pozycja                           |
| --------------------------------- | --------------------------------- | --------------------------------- | --------------------------------- | --------------------------------- | --------------------------------- |
| 1988                              | Wenecja                           | 8. Olimpiada Teamów               | Kobiety                           | Iceland                           | 31                                |

### Zawody światowe
W światowych zawodach zdobyła następujące lokaty:
| Mistrzostwa Świata. Konkurencja teamów | Mistrzostwa Świata. Konkurencja teamów | Mistrzostwa Świata. Konkurencja teamów  | Mistrzostwa Świata. Konkurencja teamów | Mistrzostwa Świata. Konkurencja teamów | Mistrzostwa Świata. Konkurencja teamów |
| Rok                                    | Miejsce                                | Zawody                                  | Kategoria                              | Drużyna                                | Pozycja                                |
| -------------------------------------- | -------------------------------------- | --------------------------------------- | -------------------------------------- | -------------------------------------- | -------------------------------------- |
| 2014                                   | Sanya                                  | 14. Seria Mistrzostw Świata             | Kobiety                                | Moss                                   | 3                                      |
| 2013                                   | Nusa Dua                               | 41. Mistrzostwa Świata Teamów           | Kobiety                                | USA 2                                  | 1                                      |
| 2010                                   | Filadelfia                             | 13. Seria Mistrzostw Świata             | Kobiety                                | Westheimer                             | 5                                      |
| 2007                                   | Szanghaj                               | 38. Mistrzostwa Świata Teamów           | Kobiety                                | USA 2                                  | 5                                      |
| 2000                                   | Southampton                            | 34. Mistrzostwa Świata Teamów           | Trans                                  | Jabbour                                | 31                                     |
| 1998                                   | Lille                                  | 10. Mistrzostwa Świata                  | Kobiety                                | Morse                                  | 17                                     |
| 1996                                   | Rodos                                  | 1. Mistrzostwa Świata Teamów Mikstowych | Miksty                                 | Cheek                                  | 34                                     |

| Mistrzostwa Świata. Konkurencja par | Mistrzostwa Świata. Konkurencja par | Mistrzostwa Świata. Konkurencja par | Mistrzostwa Świata. Konkurencja par | Mistrzostwa Świata. Konkurencja par | Mistrzostwa Świata. Konkurencja par |
| Rok                                 | Miejsce                             | Zawody                              | Kategoria                           | Partner                             | Pozycja                             |
| ----------------------------------- | ----------------------------------- | ----------------------------------- | ----------------------------------- | ----------------------------------- | ----------------------------------- |
| 2010                                | Filadelfia                          | 13. Mistrzostwa Świata              | Miksty                              | R Jay Becker                        | 40                                  |
| 2002                                | Montreal                            | 11. Mistrzostwa Świata              | Kobiety                             | Rozanne Pollack                     | 8                                   |
| 2002                                | Montreal                            | 11. Mistrzostwa Świata              | Miksty                              | Curtis Cheek                        | 50                                  |
| 1998                                | Lille                               | 10. Mistrzostwa Świata              | Kobiety                             | Judi Radin                          | 15                                  |
| 1998                                | Lille                               | 10. Mistrzostwa Świata              | Miksty                              | Curtis Cheek                        | 136                                 |
| 1990                                | Genewa                              | 8. Mistrzostwa Świata               | Miksty                              | Valure Sigurdsson                   | 10                                  |
| 1990                                | Genewa                              | 8. Mistrzostwa Świata               | Kobiety                             | Jaqui McGreal                       | 32                                  |

### Zawody europejskie
W europejskich zawodach zdobyła następujące lokaty:
| Zawody europejskie. Konkurencja teamów | Zawody europejskie. Konkurencja teamów | Zawody europejskie. Konkurencja teamów | Zawody europejskie. Konkurencja teamów | Zawody europejskie. Konkurencja teamów | Zawody europejskie. Konkurencja teamów |
| Rok                                    | Miejsce                                | Zawody                                 | Kategoria                              | Drużyna                                | Pozycja                                |
| -------------------------------------- | -------------------------------------- | -------------------------------------- | -------------------------------------- | -------------------------------------- | -------------------------------------- |
| 2005                                   | Teneryfa                               | 2. Otwarte Mistrzostwa Europy          | Miksty                                 | O'Rourke                               | 17                                     |
| 2003                                   | Mentona                                | 1. Otwarte Mistrzostwa Europy          | Miksty                                 | O'Rourke                               | 5                                      |
| 1995                                   | Vilamoura                              | 42. Mistrzostwa Europy Teamów          | Kobiety                                | Iceland                                | 15                                     |
| 1994                                   | Barcelona                              | 3. Mistrzostwa Europy Mikstów          | Miksty                                 | Eythorsdottir                          | 82                                     |
| 1993                                   | Mentona                                | 41. Mistrzostwa Europy Teamów          | Kobiety                                | Iceland                                | 12                                     |
| 1992                                   | Ostenda                                | 2. Mistrzostwa Europy Mikstów          | Miksty                                 | Eythorsdottir                          | 38                                     |

| Zawody europejskie. Konkurencja par | Zawody europejskie. Konkurencja par | Zawody europejskie. Konkurencja par | Zawody europejskie. Konkurencja par | Zawody europejskie. Konkurencja par | Zawody europejskie. Konkurencja par |
| Rok                                 | Miejsce                             | Zawody                              | Kategoria                           | Partner                             | Pozycja                             |
| ----------------------------------- | ----------------------------------- | ----------------------------------- | ----------------------------------- | ----------------------------------- | ----------------------------------- |
| 1994                                | Barcelona                           | 3. Mistrzostwa Europy Mikstów       | Miksty                              | Asmundur Palsson                    | 122                                 |
| 1993                                | Mentona                             | 4. Mistrzostwa Europy Kobiet        | Kobiety                             | Ljosbra Baldursdottir               | 3                                   |
| 1992                                | Ostenda                             | 2. Mistrzostwa Europy Mikstów       | Mikst                               | Jakob Kristinsson                   | 204                                 |

## Klasyfikacja
- Hjordis Eythorsdottir – klasyfikacja WBF (ang.)